# برادران بلوز (فیلم)
برادران بلوز (انگلیسی: The Blues Brothers) فیلم موزیکال کمدی به کارگردانی جان لندیس است که در سال ۱۹۸۰ منتشر شد. جان بلوشی و دن آیکرود در نقش‌های "ژولیت" جیک و الوود بلوز بازی کرده‌اند که شخصیت‌هایی بر اساس «برادران بلوز» در مجموعه طنز تلویزیونی پخش زنده شنبه شب بودند. داستان فیلم در شیکاگو و حوالی آن می‌گذرد و همان‌جان نیز فیلمبرداری شده است. فیلمنامه توسط آیکرود و لندیس نوشته شده است و شامل آهنگ‌های ریتم و بلوز، سول و بلوز از خواننده‌هایی نظیر جیمز براون، کب کلووی، آرتا فلورین، ری چارلز و جان لی هوکر است.
داستان فیلم درباره زندانی تازه رها شده‌ای به نام جیک و برادر او الوود است که به «ماموریتی از جانب خدا» برای پیشگیری از بستن یتیم‌خانه‌ی کاتولیک که خودشان هم در آن بزرگ شده‌اند، می‌روند. برای این کار آنها باید گروه آراندبی قدیمی خود را دوباره بازیابی کنند و پنج هزار دلار مالیات یتیم‌خانه را از راه موسیقی به دست آورند. در طول این ماموریت آنها علاوه بر اینکه بی‌امان مورد تعقیب پلیس هستند، هدف یک زن مرموز، نئونازی‌ها و یک گروه موسیقی کانتری می‌شوند.
استودیو یونیورسال که برنده رقابت در ساخت فیلم شده بود امید داشت که از محبوبیت بلوشی که به دلیل بازی در پخش زنده شنبه شب، قلعه حیوانات به دست آورده بود، استفاده کند؛ هرچند که خیلی سریع متوجه هزینه بسیار بالای فیلم شد. فیلمبرداری صحنه آغاز فیلم به دلیل تازه‌کار بودن آیکروید در فیلم‌نامه‌نویسی شش ماه به تعویق افتاد و بعد از این زمان آیکیورد فیلم‌نامه‌ای به شدت نامتعارف و طولانی نوشت که توسط لندیس، پیش از فیلمبرداری، بازنویسی شد. در حین فیلمبرداری در شیکاگو، مهمانی رفتن‌های بلوشی و استفاده از مواد مخدر باعث وقفه‌های طولانی و هزینه‌بر می‌شد که بر هزینه‌های بالای تصادف‌های ماشین‌ها افزوده شده و در نهایت برادران بلوز را تبدیل به یکی از پرخرج‌ترین فیلم‌های طنز تاریخ کرد.
در ابتدا به خاطر شکی که به فروش فیلم می‌رفت، تنها نیمی از ظرفیت معمول سینماها به آن اختصاص داده شد. بعد از نمایش فیلم در تاریخ ۲۰ ژوئن ۱۹۸۰، نقدهای آن عموماً مثبت بودند. در هفته ابتدایی، فروش فیلم تنها کمی از ۵ میلیون دلار پایین‌تر بود، با این وجود در نهایت فیلم فروش ۱۱۵ میلیون دلاری در جهان را بدست آورد. برادران بلوز تبدیل به فیلمی کالت در تاریخ سینما شد و پس از ۱۸ سال نیز دنباله‌ای بر آن ساخته شد که از نظر هنری و فروش شکست خورد.

## بازخورد

### نقدها
برادران بلوز در کل نقدهای مثبتی از منتقدان دریافت کرد. در تارنمای راتن توماتوز، امتیاز فیلم ۸۴٪ است که بر اساس ۵۵ نقد به دست آمده است. اجماع این تارنما بر این است که «بیش از حد خودنما در میان فیلم‌های شبیه خودش اما در نهایت به خاطر گرمای بازیگران و شکیبایی کارگردان و چندین آهنگ روح‌نواز، نجات پیدا کرده است».

### جایگاه آینی فیلم
برادران بلوز تبدیل به شاخصی از سینمای آخر-شب شد و حتی در بعضی نمایش‌های آن، به آرامی تماشاچیان نیز در آن همنوایی کردند. لندیس از سینمایی‌ها و طرفدارانی که در نمایش ده سالگی فیلم به تماشای آن رفته بودند، با تماس تلفنی تقدیر کرد و برخی از آنان را در نقش‌های کوتاه در دنباله فیلم بازی داد.
در اوت ۲۰۰۵، جشنی به مناسبت ۲۵ سالگی فیلم در لس آنجلس برگزار شد. حاضران از جمله لندیس، تهیه‌کننده پیشین یونیورسال، تدوین‌گر فیلم و بسیاری از بازیگران فیلم بوند. این بزرگداشت همراه با گفتگوی مطبوعاتی بود که آیکیورد با تماس تصویری در آن شرکت داشت و زنده در دیگر سینماهای آمریکا نیز پخش شد.

## بازیگران
- جان بلوشی
- دن آیکروید
- جیمز براون
- ری چارلز
- آرتا فرانکلین
- ویلی هال
- لو مارینی
- آلن رابین
- کری فیشر
- هنری گیبسون
- جون کندی
- کاتلین فریمن
- استیو لارنس
- توییگی
- جف موریس
- چارلز نپیر
- جان لی هوکر
- فرانک اوز
- جان لندیس
- استیون اسپیلبرگ
- جو والش